# Iurie Livandovschi
Iurie Livandovschi, uneori scris și Levandovschi (n. 17 februarie 1988, Chișinău) este un fotbalist din Republica Moldova care joacă pe postul de atacant.
Discipol al clubului de fotbal Zimbru Chișinău, Livandovschi a jucat din 2008 până în prezent la cinci cluburi din Divizia Națională.